# Island megye
Island megye az Amerikai Egyesült Államokban, azon belül Washington államban található. Megyeszékhelye Coupeville, legnagyobb városa Oak Harbor. Lakosainak száma 86 857 fő (2020. április 1.).

## Szomszédos megyék
- Skagit megye (északkelet)
- Snohomish megye (délnyugat)
- Jefferson megye (délnyugat)
- Kitsap megye (dél)
- San Juan megye (északnyugat)

## Népesség
A megye népességének változása:
| Lakosok száma | 78 702 | 79 000 | 79 279 | 78 801 | 80 593 | 86 857 |
|               | 2010   | 2011   | 2012   | 2013   | 2015   | 2020   |